# 张家庄乡 (定兴县)
张家庄乡，是中华人民共和国河北省保定市定兴县下辖的一个乡镇级行政单位。

## 行政区划
张家庄乡下辖以下地区：
张家庄村、固店村、南营邱村、北营邱村、西陶沈村、西魏家庄村、中陶沈村、东陶沈村、西落堡村和曹家营村。